# Knirps (Unternehmen)
Die Knirps GmbH entwickelt Regenschirme und vergibt Lizenzen. Daneben sind auch Sonnenschirme und Regenbekleidung im Sortiment.
Knirps ist seit 1928 eine weltweit registrierte und geschützte Marke für zusammenlegbare Regenschirme mit Teleskop-Gestell. Der Begriff „Knirps“ ist zum Gattungsnamen für einen zusammenschiebbaren Taschenschirm geworden.

## Geschichte
Hans Haupt aus Solingen erfand im Jahre 1928 den zusammenschiebbaren Regenschirm, dieser wurde im Jahre 1932 patentiert. Die Serienherstellung der später bekanntesten deutschen Schirmmarke übernahm ab 1932 Fritz Bremshey. Der Knirps war der erste Schirm mit Teleskop-Gestell.
Bremshey & Co glaubte an den Erfolg dieses Produktes und realisierte in seiner Fertigungsstätte die ersten Exemplare des neuartigen Taschenschirmgestells. Die stetig steigenden Verkaufszahlen sowie die für damalige Verhältnisse ungewöhnlich marketingorientierte Einstellung des Unternehmens legten den Grundstein für die Marke Knirps und revolutionierten die gesamte Schirmbranche.
Nach dem Zusammenbruch der Bremshey AG in Solingen und dem Auslaufen der Produktion wurde im August 1982 der Markenname „Knirps“ vom Mitbewerber Kortenbach & Rauh (Kobold) in Solingen übernommen. Die Produktion in Deutschland wurde 1999 eingestellt. Vier Jahre später, im Jahre 2003, wurde in Solingen die Knirps Licence Corporation GmbH & Co. KG mit dem Geschäftsziel der internationalen Lizenzvergabe der Marke Knirps gegründet. Im Oktober 2005 übernahmen die doppler & Co. GmbH (Österreich) und Strotz AG (Schweiz) die Marke Knirps.
Die Knirps GmbH konzentriert sich nun ausschließlich auf die Lizenzierung der Marke Knirps und die Produktentwicklung weltweit.